# Soyoung Lee
Soyoung Lee (* 1973 in Seoul) ist eine südkoreanische Krebsforscherin. Seit Herbst 2021 ist sie Lehrstuhlinhaberin für Tumorbiologie an der Medizinischen Fakultät der Johannes Kepler Universität (JKU) in Linz.

## Leben und Wirken
Von 1995 bis 1997 studierte sie am Korea Advanced Institute of Science and Technology und promovierte 2001 an der State University of New York (SUNY) zum Dr. rer. nat. Ab 2002 forschte sie am Molekularen Krebsforschungszentrum (MKFZ) der Charité in Berlin. Seit 2006 war sie auch am Berliner Max-Delbrück-Centrum für Molekulare Medizin in der Helmholtz-Gemeinschaft (MDC) tätig.
Seit Herbst 2021 leitet sie den neu geschaffenen Lehrstuhl für Tumorbiologie an der Medizinischen Fakultät der Universität Linz.
Soyoung Lee ist Mutter von zwei Kindern.

## Auszeichnungen
- 2013/14 Johann-Georg-Zimmermann-Forschungspreis[5][6]